# Acanthonus armatus
Acanthonus armatus là một loài cá được tìm thấy ở vùng đại dương nhiệt đới và cận nhiệt đới ở độ sâu từ 1.171 đến 4.415 mét (3.842 đến 14.485 ft). Loài này phát triển đến chiều dài 37,5 cm (14,8 in) SL. Nó là thành viên duy nhất được biết trong chi của nó.